# Хотин
Хотин (на украински и на руски: Хотин; на румънски: Hotin; на полски: Chocim) е малък исторически град в западна Украйна, в Чернивецка област. Към 2007 г. има около 10 500 жители. Намира се на десния бряг на река Днестър, намира се на 69 км североизточно от Чернивци в северната част на историческата област Бесарабия.

## История
До 10 век Хотин е град в Киевска Рус, а оттогава в Галичко-Волинското княжество. През 1377 г. е включен в границите на Молдовското княжество, през 16 век градът за кратко е присъединен към Полша.
В Хотинската битка от 1621 г. обединената полско-казашка войска поразява турската армия. Същите противници се срещат на бойното поле тук и на 11 октомври 1673 г. Тогава крал Ян Собиески повежда войската на поляци, казаци и молдовци, която побеждава в битката.
Османската империя успява да превземе Хотин и околностите му през 1711 г. В този град е роден русенският аян и османски велик везир Мустафа паша Байрактар.
В периода между 1739 г. и 1812 г. градът често е превземан от Русия и Турция. Хотин окончателно влиза в състава на Русия през 1812 г. по силата мирния договор от Букурещ.
След Първата световна война Хотин е влючен в пределите на Румъния (т.н. „Велика Румъния“), против което градското население вдига въстание през 1919 г. На 28 юли 1940 г. градът попада под съветски контрол, а от края на Втората световна война административно приспада към територията на съветска Украйна.
Исторически Хотин е важно средище на еврейската култура. В него са живели или работили много писатели и композитори.
В епоса си „Осман“ хърватският писател Иван Гундулич описва в стихотворения битката при Хотин от 1621 г. Руският писател и учен Михаил Ломоносов описва превземането на Хотин през 1739 г. в „Ода за превземането на Хотин“.

## Население
| Етническа група | Процент |
| --------------- | ------- |
| Украинци        | 72 %    |
| Руснаци         | 16 %    |
| Евреи           | 8 %     |
| Румънци         | 4 %     |

## Забележителности
- Хотинска крепост (13 – 15 в.)